# Paracostus englerianus
Paracostus englerianus är en enhjärtbladig växtart som först beskrevs av Karl Moritz Schumann, och fick sitt nu gällande namn av C.D.Specht. Paracostus englerianus ingår i släktet Paracostus och familjen Costaceae. Inga underarter finns listade.